# Otokar Pospíšil
Otokar Pospíšil (17. února 1871 Pardubice – 28. března 1949 Pardubice) byl učitel, knihovník, spisovatel, dramatik a publicista.

## Život
Narodil se v rodině učitele Václava Pospíšila a Barbory Pospíšilové-Včelišové.
Do obecné školy chodil v Opatovicích, v letech 1883–1887 docházel na měšťanku v Hořicích. Po absolvování učitelského ústavu v Hradci Králové v roce 1891 působil jako podučitel a učitel na obecních školách na Pardubicku, a to ve Starých Ždánicích, Chvojenci, Slepoticích (1895), Libišanech, Černé za Bory, Borku (1897) a Holicích (1896, 1904). Od roku 1919 byl řídícím učitelem v chlapecké škole v Holicích.
R. 1917 převzal v Holicích městskou knihovnu, r. 1920 se zúčastnil státního knihovnického kurzu v Hořovicích. Byl jedním z iniciátorů ustavení Společnosti přátel literatury pro mládež a založení Sukovy knihovny literatury pro mládež. R. 1926 odešel do penze, odstěhoval se do Malých Svatoňovic, kde redigoval časopis Naše menšiny. Po zabrání pohraničí Německem se vrátil do Pardubic, kde se stal správcem Vlastivědného muzea.
R. 1920 vystoupil z církve katolické. Byl také osvětovým a sokolským pracovníkem, publicistou, spisovatelem, kritikem, dramatikem a členem Máje – spolku spisovatelů beletristů.

## Dílo

### Próza
- Paprsky mládí: povídky pro nejútlejší mládež – ilustroval Karel Ladislav Thuma. Velké Meziříčí: Alois Šašek, 1912
- Zloděj a jiné povídky – ilustroval Věnceslav Černý. Praha: Josef Richard Vilímek, 1914
- Pět dnů komediantem: román ze života dítěte – Praha: Máj, 1921
- Jak děti milují: povídky o láskách dětí – Praha: Československý červený kříž, 1922
- Soumrak – s ilustracemi Františka Ženíška mladšího. Praha: J. R. Vilímek, 1924
- Vojtík: život dítěte za války – Praha: Československá obec sokolská [ČOS], 1924
- Tulák: životopis dítěte – Ilustrace Adolf Doležal. Pardubice: Vzdělání lidu, 1925
- Baruška: brázdami života – Ilustroval Josef Kočí. Praha: Družstevní práce, 1926
- Hrdinové: soubor povídek z války – Praha: František Topič, 1928
- Ze strání i rovin: několik povídek – s obrázky Richarda Laudy. Praha: Českomoravské podniky tiskové a vydavatelské, 1929
- O dětech z pomezí: hraničářské povídky pro děti – Praha: Severočeské závody, 1930
- Bloudění: povídka pro dospívající mládež – Pardubice: Vlastimil Vokolek a syn, 1940
- Ze všech koutů: hrst povídek pro mládež – Hradec Králové: Bohumil E. Tolman, 1941

### Drama
- Smír: obraz z vesnického života o 3 jednáních – Praha: Máj, 1919
- Chvilku Sokolem; Vyléčená: jednoaktové scény ze života sokolského – Moravany: Vzdělání lidu, 1911
- Za cizí hříchy: obraz z vesnického života o 4 jednáních – Pardubice: vlastním nákladem, 1920
- Na selském gruntě: obraz z vesnického života o 4 jednáních – Praha: Máj, 1920
- Svítání: obraz ze života dělnického o 3 jednáních – Praha: Máj, 1921
- Zase doma: časová hra pro děti o 1 jednání – Holice: František Emler, 1915
- Až se ti zasteskne; Návrat; Rozpuklo se poupě: tři hry – Pardubice: v. n., 1922
- Poslední pouto: hra o 1 jednání – Praha: František Švejda, 1922
- Slečna komptoiristka: obraz z dělnického života ve 4 jednáních – Praha: F. Švejda,1922
- Usekané větve: hra o 1 jednání – Praha: Máj, 1922
- Bez otce: hra ze života dětského o 3 jednáních – Praha: v. n., 1923
- A přece se vrátil: obraz ze života o 4 jednáních – Praha: F. Švejda, 1925
- Jeden z mnohých: vývoj národního osvobození v 6 obrazech: hra k 28. říjnu – Pardubice: v. n., 1925
- Kletba pýchy: obraz ze života o 3 jednáních – Praha: Máj, 1925
- Zlomená křídla: hra o 3 jednáních – Pardubice: v. n., 1925
- O lásce bílých hor: hříčka o 1 jednání – Pardubice: v. n., 1927
- Uriáška na vsi: obraz z vesnického života o 3 jednáních – Praha: Evžen K. Rosendorf, 1927
- Vítězství: sokolská hra o 1 dějství – Praha: E. K. Rosendorf, 1928
- Světlem a tmou: hra ze života o 3 jednáních – Praha: E. K. Rosendorf, 1929
- Vytrváme!: Aktovka ku příštím dnům menšinového života – Praha: E. K. Rosendorf, 1930
- Na dobré cestě [hudebnina]: hra z dětského sokolského života o 4 jednáních s cviky a zpěvy – Karel Pospíšil; text O. Pospíšil. Praha: ČOS, 1931?
- Dobrodružství v horské chatě: veselohra o třech dějstvích – Praha: Alois Neubert, 1931
- Hana: obraz ze života o 3 jednáních – Praha: E. K. Rosendorf, 1931
- Msta: obraz ze života o 4 jednáních – Praha: E. K. Rosendorf, 1931
- Naše školy, buďte požehnány!: Hra pro dospělé děti o 4 obrazech – Praha: E. K. Rosendorf, 1932
- Svátek – dramatický obrázek o 1 aktu dle stejnojmenné povídky Josefa Šíra upravil pro scénu O. Pospíšil. Praha: E. K. Rosendorf, 1932
- Jak čert smířil rozvaděné milence: aktová mikulášská hra – Praha: E. K. Rosendorf, 1933
- Marné oběti: hra z vesnického života o 4 dějstvích – Praha: E. K. Rosendorf, 1933
- Prodaná: obraz ze života o 4 jednáních ... – E. K. Rosendorf, 1940

### Jiné
- Holice: obraz vývoje a současnosti – dle různých pramenů sestavili učitelé Antonín Šafařík a O. Pospíšil. Holice: Antonín Šafařík, 1911
- Pod vlastním krovem: almanach ku otevření tělocvičny – 1913[4]
- 24. září 1922: hrst vzpomínek na zájezd presidenta T. G. Masaryka do okresu Holického – za účasti redakční komise upravil O. Pospíšil. Holice: Okresní správní komise, 1923
- Dětská literatura česká: příručka dějin literárních pro školu, knihovny i širší veřejnost – O. Pospíšil a Václav František Suk; původní obálku nakreslila Máňa Fischerová-Kvěchová. Praha: Státní nakladatelství, 1924
- Dětské jeviště: repertoirová příručka pro divadla školní, dorostová a spolková – uspořádali O. Pospíšil a Antonín Skála. Praha: Masarykův lidovýchovný ústav, 1933
- Krajem Podkrkonoší – Jindřich Křeček; slovem doprovází O. Pospíšil. Nová Paka: Jindřich Křeček, 1936
- Spisovatelé beletristé Pardubic a pardubického kraje – Pardubice: V. Vokolek a syn, 1941
- Kunětická Hora – sestavil. Pardubice: Propagační a informační služba a Vlastivědné muzeum, 1948